# Ebern
Ebern er en by i Landkreis Haßberge i Regierungsbezirk Unterfranken i den tyske delstat Bayern. Den er en administrationsby for Verwaltungsgemeinschaft Ebern, som derudover består af kommunerne Pfarrweisach og Rentweinsdorf. Den velbevarede gamle bydel er stadig omgivet af store dele af den stærke befæstning fra middelalderen.
Mellem den vestlige bymur og landsbyen Sandhof, løber floden Baunach, som tidligere har drevet byens mølle.

## Bydele
Nærmest hovedbyen Ebern ligger landsbyerne Sandhof og Fierst.
Derudover er der følgende landsbyer og bebyggelser:
| - Albersdorf - Bischwind a. Raueneck - Bramberg - Brünn - Eichelberg | - Eyrichshof med Rotenhan, Kurzewind og Siegelfeld - Fierst - Fischbach - Frickendorf - Heubach | - Höchstädten - Jesserndorf - Neuses a. Raueneck - Reutersbrunn - Ruppach - Sandhof - Unterpreppach | - Vorbach - Weißenbrunn med Gemünd og Welkendorf |

Derudover findes enkelte møller og bebyggelser.